# Stadtbefestigung Klagenfurt

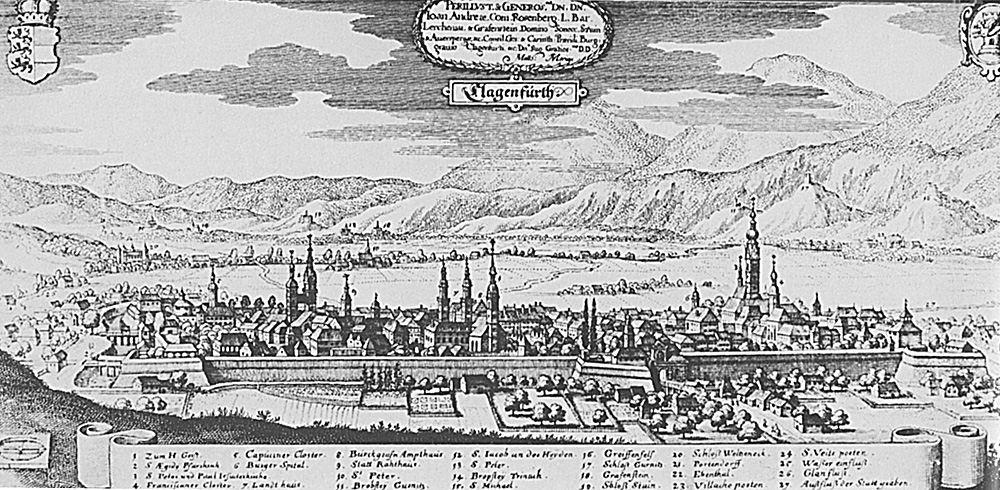
Klagenfurt auf einen Stich von Merian (1649)

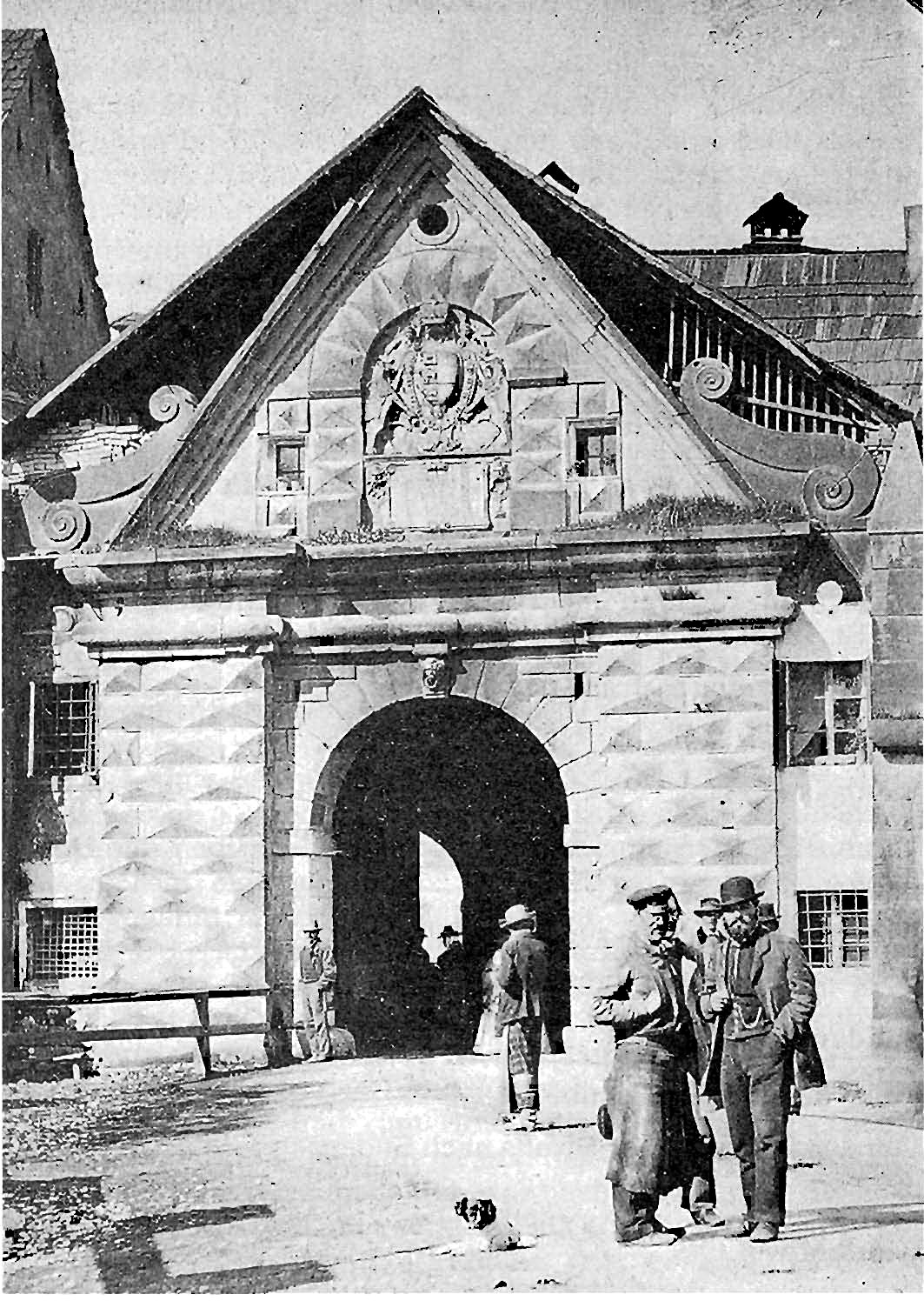
Historische Aufnahme des 1867 abgetragenen Völkermarkter Tores

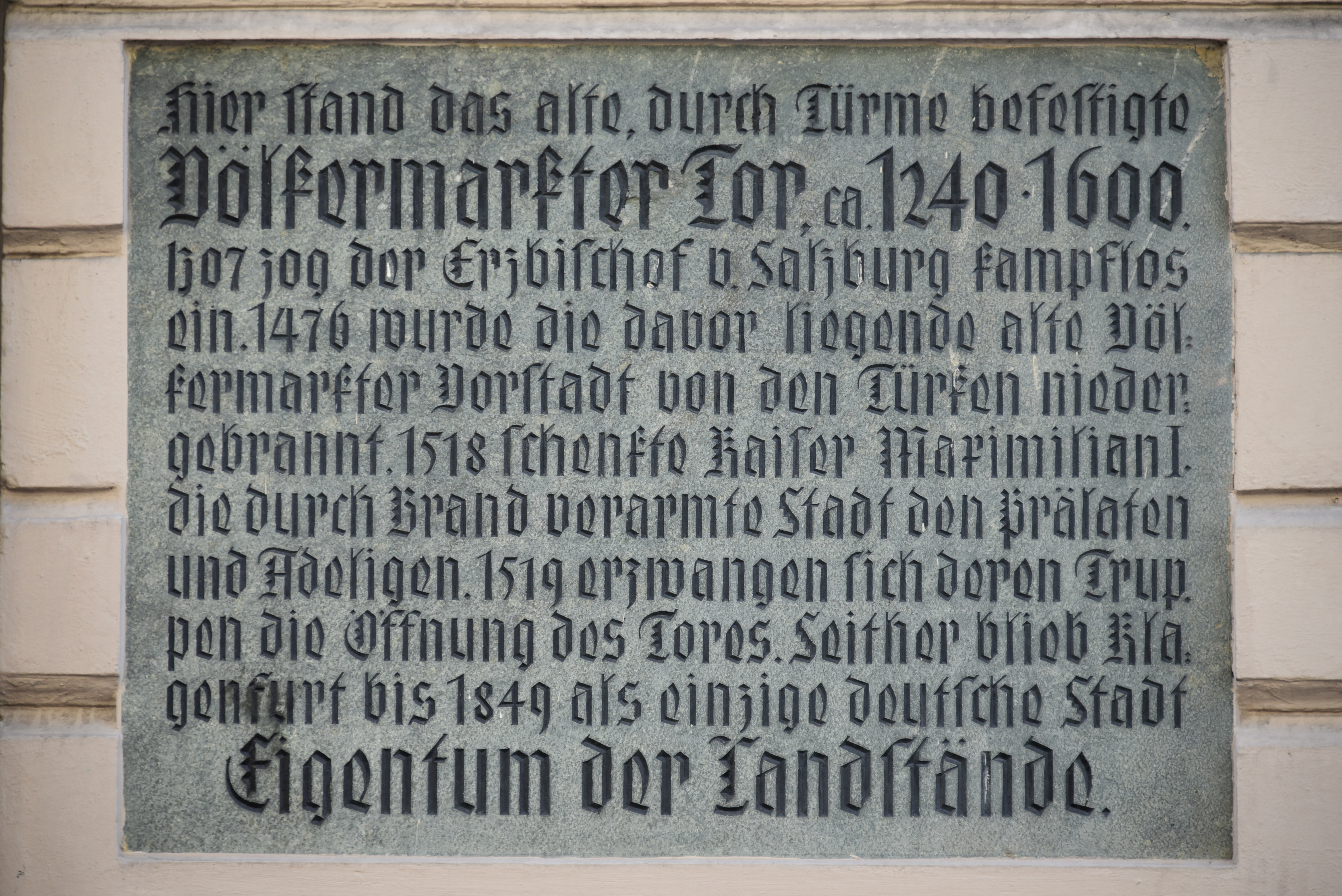
Erinnerungstafel Völkermarkter Tor

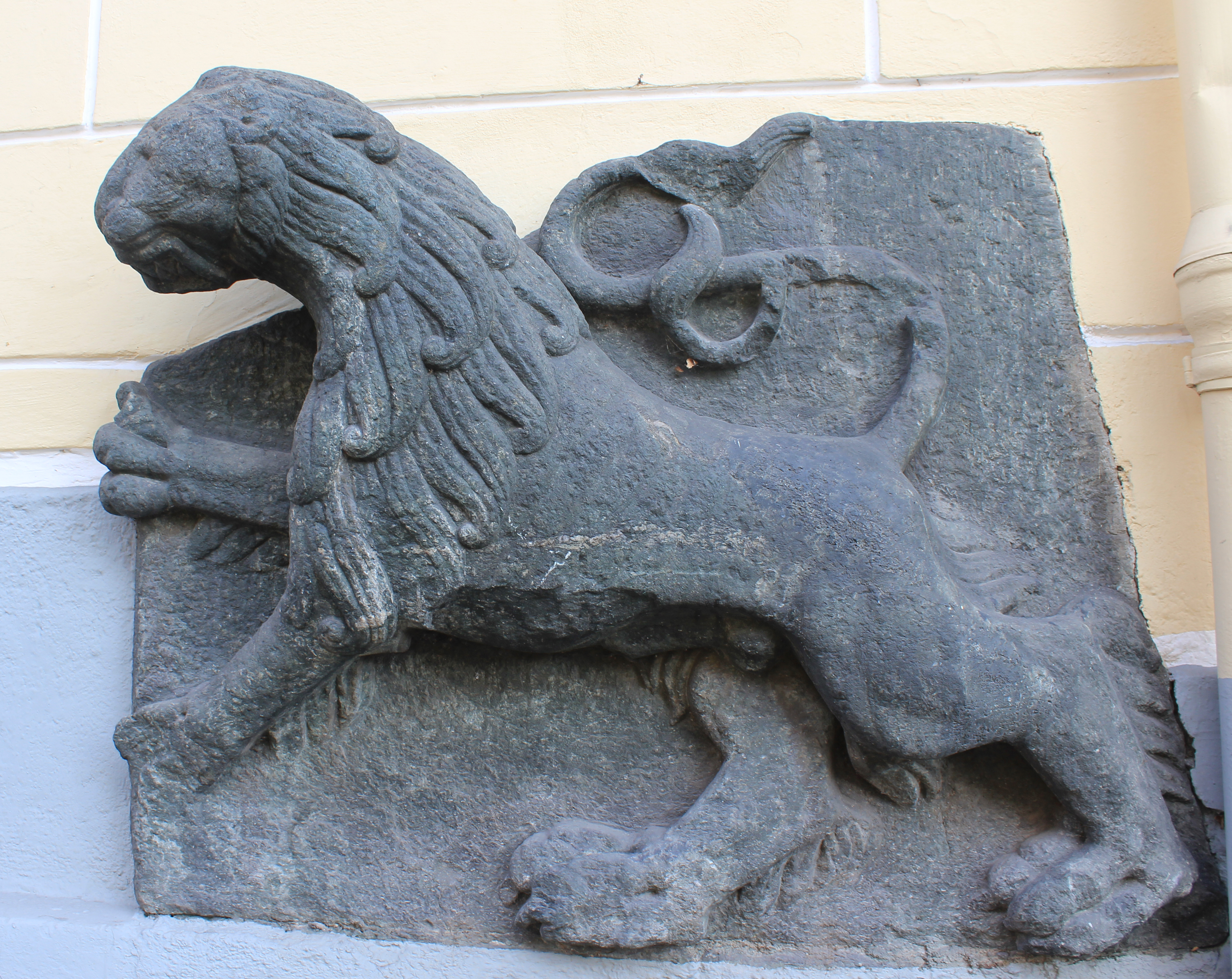
Torlöwe des Völkermarkter Tores vor dem Haus Kardinalsplatz 3

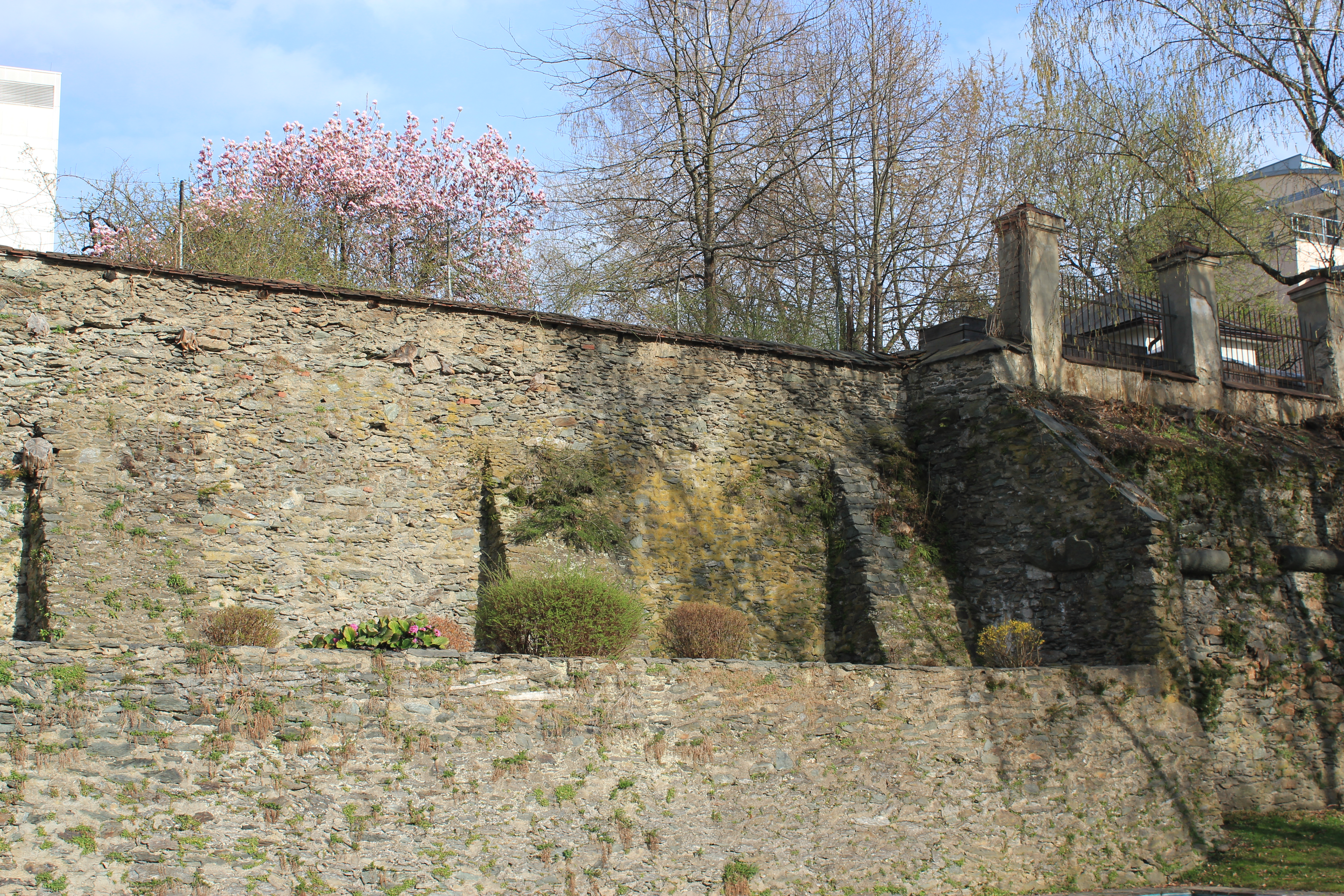
Stadtmauer am Villacher Ring

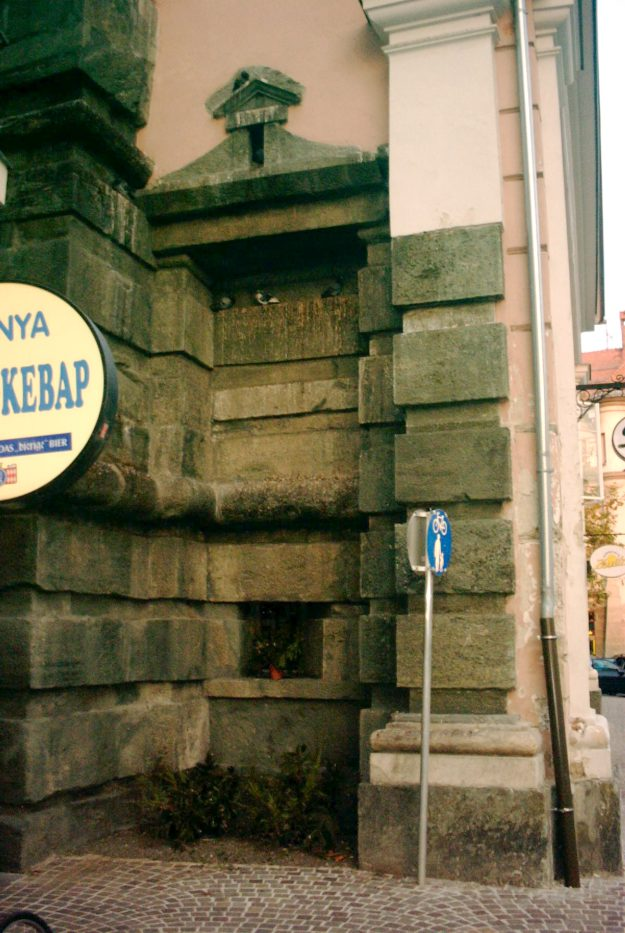
Das Villacher Tor heute

Die Stadtbefestigung Klagenfurts lag etwas innerhalb der vier Ringstraßen (Villacher-, Vikringer-, Völkermarkter- und St. Veiter Ring). Sie wurde 1809/10 von den Franzosen geschleift.

## Geschichte
Die erste Stadtbefestigung wurde durch die Gebrüder Heidenreich und Albrecht von Hallegg zur Mitte des 13. Jahrhunderts erbaut.
1514 wurde Klagenfurt von einem verheerenden Feuer zerstört. 1518 schenkte Kaiser Maximilian die Stadt den Kärntner Landständen als erbliches Eigentum mit der Auflage, die Stadt wiederaufzubauen und zu befestigen. 1534 begann man mit dem Bau einer großen Befestigungsanlage nach Plänen des Festungsbaumeisters Domenico dell’Allio in altitalienischer Befestigungsmanier. Die Bauarbeiten wurden erst 1591 abgeschlossen.
1799 besetzten die Truppen Napoleons Klagenfurt. Bei ihrem Abzug 1809/10 sprengten sie den Festungsgürtel mit Ausnahme des Völkermarkter Tores, welches 1867 geschleift wurde.
In der Mitte des 19. Jahrhunderts erfolgte die teilweise Einebnung der Wallanlagen und das Zuschütten des Stadtgrabens. Am St. Veiter- und am Villacher Ring wurden Parks angelegt.

## Beschreibung
Der Festungsgürtel bestand aus einem umlaufenden Wall mit einer 15 Meter hohen und geböschten Bruchsteinmauer mit einer Leiterwulst im oberen Drittel der Mauer. Die Ecken und die Mittelteile der Anlage waren durch Ohrenbasteien verstärkt. Die vier Stadttore lagen neben den mit Kasematten versehenen, vom Stadtinneren über breite Rampen erreichbaren Mittelbastionen. Die Poternen, die beiderseits der Rampen quer durch den Wall führten, verbanden die Stadt mit den Kasematten, bzw. mit dem Stadtgraben. Das Aushubmaterial des Grabens wurde stadtseitig für den Wall aufgeschüttet. Daher haben die Heiliggeistschütt, die Geyerschütt und die Kardinalschütt ihren Namen. Der sieben Meter tiefe Stadtgraben wurde vom 1527 begonnenen Lendkanal mit Wasser aufgefüllt.
Bei dem heutigen Künstlerhaus lag die Wölfnitzer Bastei, bei dem Konzerthaus die Ebenthaler Bastei. Die beiden anderen Ecken des Gevierts bildeten die Pischeldorfer Bastei im Nordosten und die Viktringer Bastei im Südosten. Hinter den mittleren Torbasteien wurde jeweils ein kleiner Platz angelegt. Das St. Veiter Tor stand am heutigen Heuplatz, das Völkermarkter Tor am Kardinalsplatz, das Villacher Tor am Stauderplatz und das St. Ruprechter Tor im Bereich der heutigen Paulitschgasse.
Das 1584 fertiggestellte nördliche St. Veiter Tor war von zwei auf den Wappen Österreichs und Kärntens stehenden Giganten mit Helmen und Hellebarden bekrönt. Zwischen ihnen stand auf einer geflügelten Kugel die unbekleidete Fortuna.
Das westliche Villacher Tor war mit dem kaiserlichen Adler und dem von Ulrich Vogelsang gefertigten Kärntner Wappen geschmückt. Das südliche Viktringer Tor wurde von Johann Anton Verda begonnen und 1589/90 von Ulrich Vogelsang vollendet. Die figural-plastische Bekrönung des Tores bestand aus einem mit Fahnen gerahmten Wappen und zwei Jungfrauen. Das 1591 fertiggestellte östliche Völkermarkter Tor war mit einem aus einem Fenster blickenden Haupt eines tartarischen Räubers und zwei das Kärntner Wappen und eine Inschriftentafel haltenden Greifen geschmückt.
Darstellungen der Stadtbefestigung sind von Christoph Senfft (1601/1605), Matthäus Merian (1649/1656) und Johann Weichard von Valvasor erhalten.

## Reste der Befestigung
Die Kardinalschütt ist der Rest der östlichen Renaissancebefestigung. Es haben sich ein acht Meter hoher Wall, die Auffahrtsrampe der Torbastei und zwei Poterne erhalten. Die seitlichen Bollwerksohren der Torbastei wurden im ersten Drittel des 19. Jahrhunderts abgetragen. Südlich der Torbastei bildet ein Teil der Festungsmauer mit Leiterwulst die Subkonstruktion des Hauses Kardinalschütt Nr. 9. Zwischen den Häusern Kardinalschütt Nr. 4 und Nr. 5, bzw. südlich der Auffahrtsrampe stehen die westseitigen Poterneneingänge mit rundbogigen Rustikaportalen aus Chloritschiefer.
An der Westseite des Hauses Stauderplatz 3 haben sich Reste des ehemaligen Villacher Tores und der Stadtmauer erhalten.
Am Villacher Ring zwischen Rothauer-Hochhaus und ehemaligen Kolpinghaus ist noch ein Teil der Stadtmauer vorhanden.
An der Ostecke des Hauses Waagplatz 2 ist das dreigeschoßige Pulvermagazin der Nordost-Bastei eingebaut.
Löwen, die ursprünglich die Stadttore schmückten, befinden sich heute vor den Häusern Heuplatz 18, Stauderplatz 3 und Getreidegasse 2.
Auf der Schütt über dem Schillerpark ist eine vom Villacher Tor stammende, von Voluten gerahmte Inschriftentafel aufgestellt.
Im Lapidarium des Kärntner Landesmuseums ist das von Greifen gehaltene Kärntner Wappen vom Völkermarkter Tor zu sehen.